# Alternanthera tucumana
Alternanthera tucumana är en amarantväxtart som beskrevs av Miguel Lillo. Alternanthera tucumana ingår i släktet alternanter, och familjen amarantväxter. Inga underarter finns listade i Catalogue of Life.